# Opistophthalmus wahlbergii
Opistophthalmus wahlbergii, někdy nazývaný též Veleštír trojbarvý nebo Veleštír Wahlbergův je štír z čeledi veleštírovitých. Anglický název je tricolor scorpion.

## Popis
Jako ostatní štíři rodu je i tento velice zajímavý a aktivně hrabe nory. Zbarvení je různorodé, nejčastěji zlatohnědé nebo něco mezi zlatou hnědou a oranžovou. Samice má kratší metasomu a méně prodloužená klepeta. Tento druh mezi sebou komunikuje stridulací.

## Chov
Lze jej chovat v sušším pralesním teráriu s lignocelem. Povaha se různí nejčastěji se však jedná o klidné štíry, ale někteří mohou štípnout klepety nebo dokonce bodnout. Jeho jed však není zdraví nebezpečný.